# Campionati del mondo di atletica leggera 2023 - Salto con l'asta maschile
Le gare del salto con l'asta maschile dei Campionati del mondo di atletica leggera 2023 si sono svolte tra il 23 e il 26 agosto 2023.

## Podio
| Pos.    | Atleta             | Nazionalità | Prestazione |
| ------- | ------------------ | ----------- | ----------- |
| Oro     | Armand Duplantis   | Svezia      | 6,10 m      |
| Argento | Ernest John Obiena | Filippine   | 6,00 m      |
| Bronzo  | Kurtis Marschall   | Australia   | 5,95 m      |
| Bronzo  | Christopher Nilsen | Stati Uniti | 5,95 m      |

## Situazione pre-gara

### Record
Prima di questa competizione, il record del mondo (RM) e il record dei campionati (RC) erano i seguenti.
| Record                | Prestazione | Atleta                  | Data                                         | Competizione         |
| --------------------- | ----------- | ----------------------- | -------------------------------------------- | -------------------- |
| Record mondiale       | 6,22 m      | Armand Duplantis Svezia | 25 febbraio 2023 Clermont-Ferrand, Francia   | All Star Perche 2023 |
| Record dei campionati | 6,21 m      | Armand Duplantis Svezia | 24 luglio 2022 Eugene, Stati Uniti d'America | Mondiali 2022        |

### Campioni in carica
I campioni in carica a livello mondiale e olimpico erano:
| Campione | Atleta                  | Prestazione | Data                                         | Competizione   |
| -------- | ----------------------- | ----------- | -------------------------------------------- | -------------- |
| Olimpico | Armand Duplantis Svezia | 6,02 m      | 3 agosto 2021 Tokyo, Giappone                | Olimpiadi 2021 |
| Mondiale | Armand Duplantis Svezia | 6,21 m      | 24 luglio 2022 Eugene, Stati Uniti d'America | Mondiali 2022  |

### La stagione
Prima di questa gara, gli atleti con le migliori tre prestazioni dell'anno erano:
| Pos. | Atleta                       | Prestazione | Data                                           |
| ---- | ---------------------------- | ----------- | ---------------------------------------------- |
| 1    | Armand Duplantis Svezia      | 6,12 m      | 27 giugno 2023 Ostrava, Repubblica Ceca        |
| 2    | KC Lightfoot Stati Uniti     | 6,07 m      | 2 giugno 2023 Nashville, Stati Uniti d'America |
| 3    | Ernest John Obiena Filippine | 6,00 m      | 10 giugno 2023 Bergen, Norvegia                |

## Risultati

### Qualificazioni
Qualificazione: gli atleti che raggiungono i 5,80 m (Q) o le migliori 12 misure (q) avanzano alla finale.
| Class | Gruppo                | Nome                   | Nazionalità    | 5,35 | 5,55 | 5,70 | 5,75 | 5,80 | Misura | Note                                     |
| ----- | --------------------- | ---------------------- | -------------- | ---- | ---- | ---- | ---- | ---- | ------ | ---------------------------------------- |
| 1     | A                     | Armand Duplantis       | Svezia         | –    | o    | o    | o    |      | 5,75   | q                                        |
| 1     | A                     | Christopher Nilsen     | Stati Uniti    | o    | o    | o    | o    |      | 5,75   | q                                        |
| 1     | A                     | Ernest John Obiena     | Filippine      | –    | o    | –    | o    |      | 5,75   | q                                        |
| 1     | A                     | Kurtis Marschall       | Australia      | o    | o    | o    | o    |      | 5,75   | q                                        |
| 5     | B                     | Yao Jie                | Cina           | o    | xo   | o    | o    |      | 5,75   | q                                        |
| 6     | B                     | Zach McWhorther        | Stati Uniti    | o    | o    | xxo  | o    |      | 5,75   | q                                        |
| 6     | A                     | Thibaut Collet         | Francia        | xxo  | o    | o    | o    |      | 5,75   | q                                        |
| 8     | A                     | Ersu Şaşma             | Turchia        | –    | o    | o    | xo   |      | 5,75   | q                                        |
| 9     | B                     | Piotr Lisek            | Polonia        | o    | xo   | o    | xo   |      | 5,75   | q                                        |
| 9     | B                     | Robert Sobera          | Polonia        | o    | o    | x–   | xo   |      | 5,75   | q                                        |
| 11    | A                     | Ben Broeders           | Belgio         | –    | o    | o    | xxo  |      | 5,75   | q                                        |
| 12    | A                     | Claudio Michel Stecchi | Italia         | –    | o    | xo   | xxo  |      | 5,75   | q                                        |
| 13    | B                     | Huang Bokai            | Cina           | xo   | xo   | o    | xxo  |      | 5,75   | q                                        |
| 14    | B                     | Oleg Zernikel          | Germania       | o    | o    | o    | xxx  |      | 5,70   | Miglior prestazione personale stagionale |
| 15    | B                     | Kyle Rademeyer         | Sudafrica      | xxo  | o    | o    | xxx  |      | 5,70   |                                          |
| 16    | B                     | Zachery Bradford       | Stati Uniti    | xo   | xxo  | o    | xxx  |      | 5,70   |                                          |
| 16    | B                     | Menno Vloon            | Paesi Bassi    | xxo  | xo   | o    | xxx  |      | 5,70   |                                          |
| 18    | A                     | Zhong Tao              | Cina           | o    | xo   | xo   | xxx  |      | 5,70   |                                          |
| 19    | B                     | Baptiste Thiery        | Francia        | o    | o    | xxo  | xxx  |      | 5,70   |                                          |
| 20    | A                     | Ethan Cormont          | Francia        | o    | o    | xxx  |      |      | 5,55   |                                          |
| 20    | A                     | Sondre Guttormsen      | Norvegia       | o    | o    | xx–  | x    |      | 5,55   |                                          |
| 22    | B                     | Juho Alasaari          | Finlandia      | o    | xxx  |      |      |      | 5,35   |                                          |
| 22    | A                     | Gillian Ladwig         | Germania       | o    | xxx  |      |      |      | 5,35   |                                          |
| 22    | A                     | Germán Chiaraviglio    | Argentina      | o    | xxx  |      |      |      | 5,35   |                                          |
| 22    | A                     | Paweł Wojciechowski    | Polonia        | o    | xxx  |      |      |      | 5,35   |                                          |
| 26    | A                     | Pedro Buaró            | Portogallo     | xo   | xxx  |      |      |      | 5,35   |                                          |
| 26    | B                     | Vladislav Malykhin     | Ucraina        | xo   | xxx  |      |      |      | 5,35   |                                          |
| 26    | B                     | Hussain Asim Al Hizam  | Arabia Saudita | xo   | xxx  |      |      |      | 5,35   |                                          |
| 29    | B                     | Eduardo Nápoles        | Cuba           | xxo  | xxx  |      |      |      | 5,35   |                                          |
|       | B                     | Emmanouīl Karalīs      | Grecia         | xxx  |      |      |      |      | nm     |                                          |
| B     | Dominik Alberto       | Svizzera               | xxx            |      |      |      |      | nm   |        |                                          |
| B     | Pål Haugen Lillefosse | Norvegia               | xxx            |      |      |      |      | nm   |        |                                          |
| A     | Urho Kujanpää         | Finlandia              | xxx            |      |      |      |      | nm   |        |                                          |
| A     | Tomoya Karasawa       | Giappone               | xxx            |      |      |      |      | nm   |        |                                          |

### Finale
La finale è stata disputata il 26 agosto con inizio alle 19:25.
| Pos.    | Atleta                 | Nazionalità | 5,55 | 5,75 | 5,85 | 5,90 | 5,95 | 6,00 | 6,05 | 6,10 | 6,23 | Misura | Note                                     |
| ------- | ---------------------- | ----------- | ---- | ---- | ---- | ---- | ---- | ---- | ---- | ---- | ---- | ------ | ---------------------------------------- |
| Oro     | Armand Duplantis       | Svezia      | o    | -    | o    | -    | o    | o    | o    | o    | xxx  | 6,10   |                                          |
| Argento | Ernest John Obiena     | Filippine   | o    | xo   | xo   | o    | o    | xo   | x–   | xx   |      | 6,00   | =                                        |
| Bronzo  | Kurtis Marschall       | Australia   | xo   | o    | o    | x–   | o    | xxx  |      |      |      | 5,95   | =                                        |
| Bronzo  | Christopher Nilsen     | Stati Uniti | o    | o    | xxo  | o    | o    | xxx  |      |      |      | 5.95   | Miglior prestazione personale stagionale |
| 5       | Thibaut Collet         | Francia     | o    | o    | o    | o    | x–   | xx   |      |      |      | 5.90   | Miglior prestazione personale            |
| 6       | Huang Bokai            | Cina        | o    | o    | xxx  |      |      |      |      |      |      | 5.75   | =                                        |
| 7       | Ben Broeders           | Belgio      | xo   | o    | xxx  |      |      |      |      |      |      | 5.75   |                                          |
| 8       | Zach McWhorter         | Stati Uniti | xo   | xo   | xxx  |      |      |      |      |      |      | 5.75   |                                          |
| 9       | Yao Jie                | Cina        | o    | xxo  | xxx  |      |      |      |      |      |      | 5.75   |                                          |
| 9       | Claudio Michel Stecchi | Italia      | o    | xxo  | xxx  |      |      |      |      |      |      | 5.75   |                                          |
| 9       | Piotr Lisek            | Polonia     | o    | xxo  | x–   | xx   |      |      |      |      |      | 5.75   |                                          |
| 12      | Robert Sobera          | Polonia     | o    | xxx  |      |      |      |      |      |      |      | 5.55   |                                          |
| 12      | Ersu Şaşma             | Turchia     | o    | xxx  |      |      |      |      |      |      |      | 5.55   |                                          |